# Philip Maxwell Balfour
Sir Philip Maxwell Balfour, britanski general, * 1898, † 1977.